# 河合孝治
河合 孝治（かわい こうじ、本名：河合 明（かわい あきら））は、日本の音楽家、サウンド・ヴィジュアル・アーティスト、学際芸術研究家（音楽とアート、哲学、映像、身体表現）、仏教美学者である。Art Crossing編集者。ASCAP（米国作曲家作詞家出版者協会）会員。

## 来歴・人物
東京都出身。慶應義塾大学卒業、同大学院修士課程修了。日本大学芸術学部大学院芸術学研究科修了。
湯浅譲二、南弘明、嵐野英彦、綿村松輝、嶋津武仁、田崎和隆に作曲・電子音楽、西村朗にオーケストレーションを学ぶ。即興演奏音楽グループGAPに多田正美の後任として参加。中村明一（尺八）とのコラボレーション、タージ・マハル旅行団の永井清治とインド音楽をベースにしたユニットで活動。
ISEA電子芸術国際会議（名古屋）、サンタ・フェ国際電子音楽祭、ブールジュ国際電子音楽祭（仏）、チリ・サンディアゴ・国際電子音楽祭 "Ai-maako2006"、電子音楽ミッドウエスト（カンザスシティ）、ETHデジタルアート週間（スイス）、プロジェクト・メディア・スペース Sonic Channels（ニューヨーク）、ISCM世界音楽の日々2010（オーストラリア）等、多くの電子音楽祭等に入選。
サウンドを中心としたクロス・メディア・グループ Opus-medium Projectを組織するなど エレクトロニカ、サウンド・ヴィジュアル・アートなど、様々なセンサーやメディアを使ったパフォーマンス、作品を発表している。
特に影響を受けたものとして、ジョン・ケージ、タージ・マハル旅行団の音楽、ナム・ジュン・パイク、荒川修作のアート、池田一のアースアート、アルトゥル・ショーペンハウアー、フリードリヒ・ニーチェの生の哲学、デリダやジル・ドゥルーズなどのポストモダンの思想、そして華厳、唯識、中論などの仏教思想をあげている。
自らの芸術思想としてChaosmosという言葉を多用する。Chaosmosはカオスとコスモスの合成語であるがこれには2つの意味がある。1つは無分別の分別化（カオスのコスモス化）、もう1つは空の実践プロセス（カオスとコスモスの絶え間ない循環）である。どちらも固定した実体を伴わないという意味であるが、これを龍樹の「中論」やニーチェの生の哲学、さらにデリタの脱構築の思想から導きだされた表現方法であるとする。

## 主な作品
電子音楽
- "リトルネロ" ドゥルーズのための音楽
- 禅(ZeN)福島2011
- Being Time for Dogen Zenji
- Dimension of Chaosmos
- "Wavecle" clarinet with electronica
- To Cosmos
- Inter objective perception

ミクストメディア
- 水境-Embodied Water Action（電子音、サウンドオブジェ、パフォーマンス）
- Pia-dance組曲（ピアノwithダンス、朗詠、電子音）
- Enactive Autopoiesis（ピアノ、コントラバス、電子音、映像）
- "一乗音楽図" J.Cage Beyond （電子音、ダンス）
- "Flash" 説一切有部（電子音、ダンス）
- “Matrix II 一乗法界図”荒川修作へのオマージュ（電子音、映像、ダンス）
- 偶然「投発」ー無常「投失」（電子音、尺八、映像、ダンス）
- Prehension-抱握（piano、電子音、尺八、映像）
- Matrix 一乗法界図（電子音、ダンス、映像）

造形
- 一乗音界図（音響造形作品）
- Soundisplay（サウンドオブジェ）
- 一乗刹那滅
- 一乗音界図:contemplation

室内楽・器楽曲
- "Ritornello" 阿字音声（声明、朗詠、ピアノ）
- 声境：Gapping spineer（朗詠、大正琴、ヴァイオリン、チェロ）
- Chaosmos≒空（ギター、ヴァイオリン×2、ヴィオラ、チェロ、コントラバス、フルート、クラリネット、ピアノ）
- Chaosmic Emulation（ヴァイオリン×2,ヴィオラ、チェロ、ピアノ）
- ピアノのための手動瞑想
- Four inter objects（ヴァイオリン）
- Inter object（フルート）
- "未来"日付音楽 - 河原温へのオマージュ
- ラーガによるジャズコンポジション（ピアノ）
- Tao Music（尺八、シタール）
- Tao Music II（尺八、シタール、コントラバス）

## 主要著書
本名の「河合明」でも執筆している。
- 『現代音楽とポスト構造主義』ISBN 978-4-906858-03-3
- 『ダンスと音楽: ポストモダン、コンテンポラリー、舞踏と実験音楽の共鳴』ISBN 978-4-911500-01-9
- 『ジャズと即興の音楽哲学：時空間を奏でる瞬間の創発』ISBN 978-4-906858-87-3
- 『映像と音楽の交差点: 多層化するオーディオビジュアルと創造の未来』ISBN 978-4-906858-99-6
- 『倶舎論と現代科学の交差点: 世界を分析する仏教的視座と現代の知』ISBN 978-4-911500-06-4
- 『世界初?アビダルマ音楽論: 倶舎論・五位七十五法が奏でる “音”と“心”の冒険』ISBN 978-4-911500-05-7
- 『音楽心理学の地平:フロイトからAI時代まで、多面的に探る「心」と「音」』ISBN 978-4-911500-02-6
- 『新次元のサウンドスケープ: 先端技術と多元思想が描く音のビジョン』ISBN 978-4-911500-04-0
- 『聖なる即興：ジャズとインド音楽の創造的融合』ISBN 978-4-911500-18-7
- 『音楽身体革命:3000年の印相史から生まれるSonic Mudraの宇宙論的音楽』ISBN 978-4-911500-16-3
- 『デジタル時代の鉄道美学：: 技術・芸術・思想の交差点』ISBN 978-4-906858-97-2
- 『池田一アースアートのトリセツ』-編集 ISBN 978-4-906858-30-9
- 『インド哲学が導くAI時代のメディアアート・インプロビゼーション』ISBN 978-4-911500-17-0
- 『衝撃の解明！パーニニ文法とプログラミング: AIと量子コンピューティングの原理は2500年前に存在した』ISBN 978-4-911500-14-9
- 『バイアス解放! 仏教入門: 自分を変える最初の一冊』ISBN 978-4-911500-13-2
- 『AI時代の芸術と仏教: アーチストの「心」と「身体」を生み出す創造の進化』ISBN 978-4-911500-03-3
- 『即興する列車: 鉄道と音楽が織りなすAI時代の移動文化』ISBN 978-4-911500-14-9
- 『作曲シェフの音楽レストラン：料理とDTMの交差点』 ISBN 978-4-911500-00-2
- 『無分別智の現代音楽:ジョン・ケージからメディア・アートまで』ISBN 978-4-906858-68-2
- 『日本のアート文化の今を撃つ!』監修 ISBN 978-4-906858-78-1
- 『新・仏教美学: 柳宗悦から現代音楽＆アートへの展開』ISBN 978-4-906858-74-3
- 『唯識と音楽: 意識の深層が奏でる世界』ISBN 978-4-911500-09-5
- 『仏教入門最初の一冊：ありのままに見ると言うこと』ISBN 978-4-906858-06-4
- 『池田一Water's-Eye 「もうひとつの地球」という ライヴ・ミュージアム』-監修」ISBN 978-4-906858-64-4
- 『現代音楽とメディア・アートの空観無為』ISBN 978-4-906858-72-9 -共著
- 『法然・親鸞・一遍と芸術: 現代アートに生きる祈りと創造のインターフェイス』-ISBN 978-4-906858-81-1
- 『東洋哲学・医学・芸術：現代人のこころと身体を癒す道しるべ』ISBN 978-4-906858-98-9
- 『唯識が面白いほどわかる本：対話と図解で学ぶ成唯識論の世界へ』ISBN 978-4-906858-93-4
- 『チベット語で学ぶ倶舎論入門: 文法・基本概念を対話形式で理解する』ISBN 978-4-911500-07-1
- 『アート以後のアート文化時代へ：超・宣言たち/池田一』-監修 ISBN 978-4-906858-60-6
- 『パーリ語入門：スッタニパータを文法解説で読む』ISBN 978-4-906858-85-9
- 『サンスクリット語入門：大乗経典を対話による文法解説で読む』ISBN 978-4-906858-94-1
- 『韓国語で学ぶ仏教経典入門: ハングルで読む経典読解と仏のこころ』ISBN 978-4-911500-08-8
- 『八千頌般若経のエッセンスがわかる: ～鳩摩羅什の漢訳でたどる般若の智慧～』ISBN 978-4-906858-95-8
- 『ラオス語で読み解く仏教経典: 三蔵から学ぶ智慧の探究』ISBN 978-4-906858-12-5
- 『チベット語で学ぶ仏教経典入門: チベット語文法と経典読解を同時に理解する』ISBN 978-4-906858-96-5
- 『カンボジア語で読む仏教経典入門: クメール文字と仏教思想を同時に学ぶ』ISBN 978-4-911500-11-8
- 『はじめての中論：図解と対話で紐解く龍樹の智慧』-ISBN 978-4-906858-89-7
- 『十二門論入門：対話と図による龍樹の智慧』-ISBN 978-4-906858-90-3
- 『ベトナム語で読むブッダの言葉: クオック・グーと大乗経典を同時に体得する』-ISBN 978-4-911500-10-1
- 『百論入門：全訳と詳細な解説のよる空の世界へ』-ISBN 978-4-906858-91-0
- 『三論玄義の世界：対話で紐解く日本最古の仏教哲学』-ISBN 978-4-906858-86-6
- 『はじめての倶舎論入門：対話で紐解くアビダルマの世界へ』-ISBN 978-4-906858-88-0
- 『宝行王生論入門: 対話で紐解く空の世界へようこそ』-ISBN 978-4-906858-92-7
- 『地球環境アートに"境界はない"：拡張するアート・流動する作品・池田一』- 監修 ISBN 978-4-906858-73-6
- 『ジャズピアノ＆作・編曲教本ガイドブック1926年から2020年まで』ISBN 978-4-906858-49-1
- 『ジャズ・ピアノ教本の変遷：1936年から現在まで』ISBN 978-4-906858-19-4
- 『ジャズ・ピアノ教本ガイドブック：1933年から現在まで』ISBN 978-4-906858-31-6
- 『作曲家ジョン・ケージと仏教思想』ISBN 978-4-906858-00-2
- 『マインドフルネス英単語記憶法』 ISBN 978-4-906858-15-6
- 『フリージャズ&フリーミュージック1960~80: 開かれた音楽のアンソロジー(ディスクガイド編)』-共著 ISBN 978-4-906858-34-7
- 『フリージャズ&フリーミュージック1981~2000: 開かれた音楽のアンソロジー(ディスクガイド篇)』-共著 ISBN 978-4-906858-62-0
- 『クロストーク第７号』（芸術メディア研究会編）ISBN 978-4-906858-40-8
- 『クロストーク第8号:共創』(芸術メディア研究会編)ISBN 979-835285944-5
- 『Free music（フリー・ミュージック） 1960~80: Anthology of Open Music（開かれた音楽のアンソロジー)』-共著 ISBN 978-4-906858-38-5
- 『Free music（フリー・ミュージック） 1960~80:Disk Guide 編』ISBN 978-4-906858-13-2-共著
- 『Art Crossing 1st Issue（アートクロッシング創刊号）: A feature on "Ichi IKeda & WATERS（池田一と水たちよ）』-共著 ISBN 978-1-54086182-5
- 『Art Crossing 1st Issue（アートクロッシング創刊号）: 池田一と水たちよ（増補プレミアム版）』ISBN 978-4-906858-45-3-共著
- 『Art Crossing 2nd Issue（アートクロッシング第2号）:A feature on "豊住芳三郎』-共著 ISBN 978-4-906858-16-3
- 『Art Crossing 3rd Issue（アートクロッシング第3号）:特集-高木元輝フリージャズサックスのパイオニア』ISBN 978-4-906858-66-8共著・編集
- 『現代音楽の哲学：認識論的転回からコミュニケーション的転回へ』ISBN 978-4-906858-02-6
- 『集団即興音楽とオートポイエーシス：タージ・マハル旅行団を中心に』ISBN 978-4-906858-01-9
- 『Self-generation and Artistic anthropology』ISBN 978-1-32976848-2
- 『仏教と音楽療法の出会い：観察する一乗音界図』ISBN 978-4-906858-04-0
- 『自己社会学入門：情報に振り回されないために』ISBN 978-4-906858-08-8
- 『芸術とメディアの諸相』ISBN 978-4-924769-38-0 -共著
- 『メディア・リテラシー』 ISBN 978-4-903859-18-7 -共著
- 『芸術・メディアの視座』 ISBN 4-924769-33-9 -共著